# Władysław Szombara
Władysław Andrzej Szombara, ps. „Andrzej Grotowski” (ur. 29 listopada 1909 w Krośnie, zm. 10 lutego 1984 w Sanoku) – polski matematyk, nauczyciel, dyrektor Banku Rolnego w Sanoku, radny Miejskiej Rady Narodowej w Sanoku, działacz społeczny.

## Życiorys
Władysław Andrzej Szombara urodził się 29 listopada 1909 w Krośnie w rodzinie Józefa i Julii z domu Heynar (zm. 1944), zamieszkującej w podmiejskich wówczas Białobrzegach i prowadzących gospodarstwo rolne. W 1928 zdał egzamin dojrzałości w Państwowym Gimnazjum im. Mikołaja Kopernika w Krośnie. Ukończył studia na Wydziale Matematyczno-Przyrodniczym Uniwersytetu Jana Kazimierza we Lwowie, uzyskując w 1933 tytuł magistra filozofii w zakresie matematyki, Podczas studiów w latach 1931-1933 był członkiem Zarządu Koła Matematyczno-Fizycznego Studentów UJK. Następnie pracował jako nauczyciel matematyki w Prywatnym Gimnazjum Koedukacyjnym w Przemyślanach, a potem rekomendowany przez Juliusza Zaleskiego, przeniósł się do Lwowa, gdzie był nauczycielem w Prywatnym Gimnazjum Zofii Strzałkowskiej, a później w Gimnazjum Sióstr Nazaretanek.
Po wybuchu II wojny światowej w okresie okupacji sowieckiej uczył w szkole tzw. „dziesięciolatce” we Lwowie. Krótkotrwale przebywał w Krośnie, po czym wyjechał do Warszawy, gdzie ukończył kurs bankowości i przeszkolenie w Spółdzielczym Banku „Społem”. Od wiosny 1942 przebywał w Sanoku, gdzie tworzył Zastępstwa Banku „Społem” przy ul. Ogrodowej w dzielnicy Błonie i został jego dyrektorem. Był związany z polskim ruchem spółdzielczym. Jednocześnie w okresie okupacji niemieckiej do 1944 działając pod pseudonimem Andrzej Grotowski był nauczycielem matematyki, fizyki i chemii w ramach tajnego nauczania prowadzonego w grupie Jadwigi Zaleskiej, stanowiącego kontynuację działalności przedwojennego sanockiego gimnazjum.
Po wojnie nie podjął już etatowej pracy nauczycielskiej, jednak wykładał matematykę nadal zarówno przejmując godziny zastępcze w szkole, jak i dając korepetycje prywatnie. Na przełomie lat 40./50. uczył matematyki w seminarium prowadzonym przez sanockich ojców franciszkanów. W latach 60. był nauczycielem matematyki w Technikum Ekonomicznym w Sanoku. W okresie PRL zawodowo pracował w sferze bankowości. Był dyrektorem Banku Rolnego w Sanoku, mieszczącego się w kamienicy przy ulicy 3 Maja 23 (tzw. „Weinerówka”) (później placówka została przemianowana na Bank Gospodarki Żywnościowej). Stanowisko pełnił do przejścia na emeryturę w 1975. 
Był jednym z inicjatorów powstania oddziału PTTK w Sanoku, którego był pierwszym prezesem od marca 1951. Sprawował funkcje członka zarządu, skarbnika Towarzystwa Rozwoju i Upiększania Miasta Sanoka, którego był współzałożycielem. Był członkiem rzeczywistym Polskiego Towarzystwa Matematycznego. Przez wiele lat pełnił mandat radnego Miejskiej Rady Narodowej w Sanoku: ok. 1950 zasiadał w niej w ramach Komisji i Oświaty i Kultury MRN (był jej przewodniczącym), został wybrany w 1954, w 1961, w 1965, w 1969, w 1973, w 1978 (jako bezpartyjny). Był członkiem Komitetu Miejskiego Stronnictwa Demokratycznego. W latach 60. i 70. był członkiem Miejskiego Komitetu Frontu Jedności Narodu w Sanoku, w 1964 został wiceprzewodniczącym KM FJN. Od 1957 zasiadał w Kolegium Karno-Administracyjnym w Sanoku.

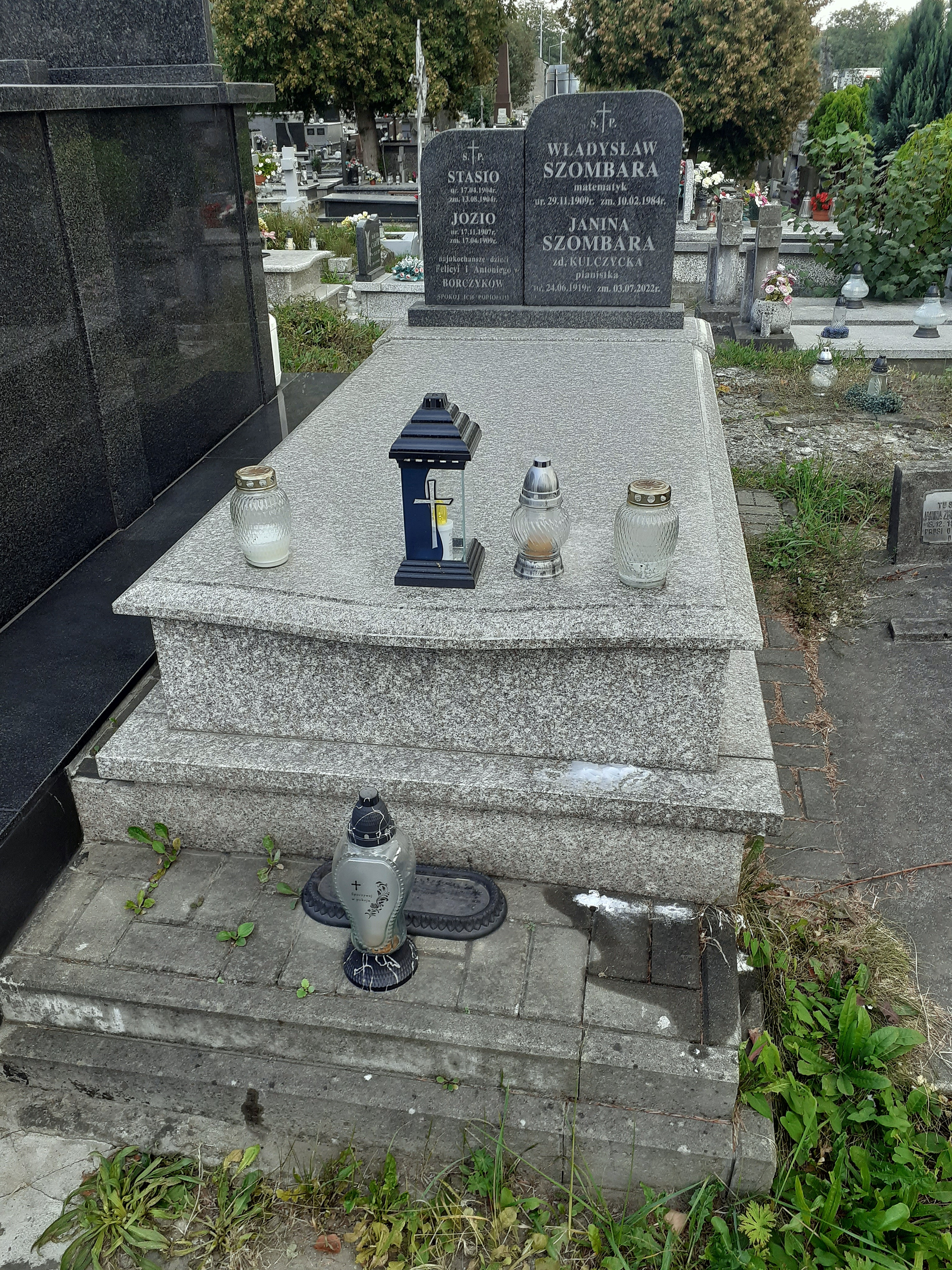
Grobowiec Władysława i Janiny Szombarów

Zamieszkiwał w kamienicy przy ul. Rynek 18 w Sanoku (ówczesny adres Plac Rewolucji Październikowej 18). W dniu 26 kwietnia 1943 jego żoną została Janina z domu Kulczycka, którą poznał w Spółdzielni „Społem” (ur. 24 czerwca 1919, pianistka, stulatka, w 2019 wyróżniona tytułem honorowego obywatelstwa Sanoka. Oboje mieli dzieci: Ewę (ur. 1944), Krzysztofa (ur. 1945), Marię (1946-1949), Zdzisławę (ur. 1948), Iwonę (ur. 1952).
Władysław Szombara zmarł 10 lutego 1984. Został pochowany w grobowcu rodzinnym na cmentarzu przy ul. Rymanowskiej w Sanoku.

## Odznaczenia
- Srebrny Krzyż Zasługi (przyznany 28 czerwca 1951 postanowieniem Prezydenta Rzeczypospolitej na wniosek Ministra Finansów za zasługi w pracy zawodowej[36]; legitymacja numer 117966)
- Złoty Krzyż Zasługi (22 lipca 1958, legitymacja numer C-32448)
- Krzyż Kawalerski Orderu Odrodzenia Polski (3 grudnia 1975, legitymacja numer 2606-75-3)
- Krzyż Oficerski Orderu Odrodzenia Polski (22 czerwca 1983, legitymacja numer 1455-83-2)[37]
- Medal Komisji Edukacji Narodowej (5 października 1981, legitymacja numer 32728)[38]
- Złota Odznaka ZNP (23 września 1976, legitymacja numer 33114)[39]
- Medal 10-lecia Polski Ludowej
- Medal 30-lecia Polski Ludowej
- Złota odznaka „Za pracę społeczną dla miasta Krakowa” (1978)[40][41]
- Wpis do „Księgi Zasłużonych dla Województwa Krośnieńskiego” (1980)[42]
- Odznaka „Zasłużony dla Sanoka”[25]